# Julien Le Blant
Julien Le Blant (París, 30 de marzo de 1851 - París, 28 de febrero de 1936) fue un pintor francés. Se dedicó a retratar temáticas militares, con un especial énfasis en plasmar escenas de las guerras de Vendée (1793-1799) ocurridas durante la Revolución Francesa. Debido a que provenía de una familia de Bas-Poitou, parte de la antigua provincia de Poitou, Le Blant descendía de los "Blancs" franceses, quienes se habían opuesto a la Revolución Francesa y, por lo tanto, simpatizaba con los que se levantaron y formaron el Gran Ejército Católico de la Vendée. Dedicó su carrera artística a conmemorar los acontecimientos de la rebelión en una extensa obra que se exhibió en el Salón de París. Le Blant fue muy premiado; ganó una medalla de bronce en el Salón en 1878, una medalla de plata en 1880 y una medalla de oro en la Exposición Universal de 1889, la cual conmemoró el centenario del comienzo de la Revolución Francesa. Le Blant también fue un ilustrador prolífico, contribuyendo con más de quinientas ilustraciones a docenas de libros. El último gran logro de Le Blant fue realizar una gran serie de dibujos, acuarelas y pinturas sobre soldados franceses que regresaban a casa o partían hacia el frente durante la Primera Guerra Mundial. Su obra se encuentra en varias colecciones públicas, pero principalmente en Francia porque los temas en los que se especializó no gozaron de gran popularidad en el extranjero.

## Biografía

### Infancia y formación
Le Blant nació en 1851, el primer hijo de Edmond-Frederic Le Blant (1818-1897) y Marie Louise Gasparine Lemaire Le Blant. Su padre se formó como abogado, pero se convirtió en un famoso arqueólogo bíblico. Su madre murió poco después de dar a luz a su hijo y Juilen fue criada por una madrastra. Según relatos familiares, Julien era un niño difícil. Fue educado en el liceo Bonaparte por los dominicos en d'Arcueil. Estudió en el atelier de Ernst-Joseph-Angleton Girard (1813-1898), quien a su vez fue alumno o "élève" de d'Isabey. Le Blant debutó en el Salón de París de 1874 con "Assassinat de Lepellier Saint Fargeau". Desde el inicio de su carrera se centró en temáticas militares y en escenas de la Revolución Francesa. Esto contrastaba enormemente con las obras de otros pintores militares de la época que preferían retratar las glorias de las guerras napoleónicas. Los pintores franceses de la época estaban obsesionados con el realismo y por eso Le Blant coleccionaba uniformes, mosquetes y ropa de campesino para que los modelos que posaban para él se lo pusieran. Su trabajo fue popular y fue   solicitado tanto como pintor como ilustrador. Si bien sus grandes obras estaban al óleo, también desarrolló una reputación por sus acuarelas. Además de sus escenas de campañas militares y ejércitos, también pintó temas marítimos, aunque predominan los barcos de guerra más que los de comercio.

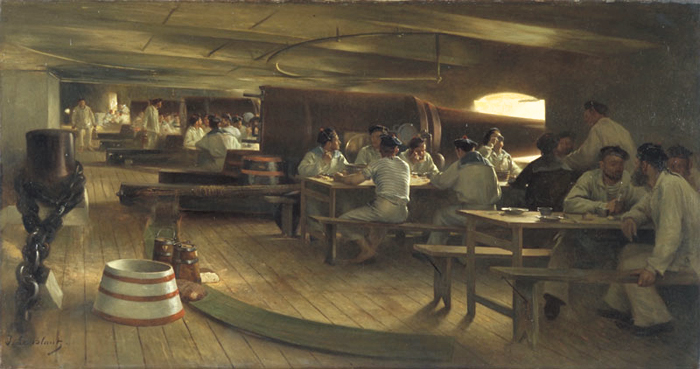
Diner de l'equipage, óleo sobre lienzo, 121 cm × 224 cm, 1890, Colección Palais de Chaillot, París

### La Vendée
Desde el comienzo de su carrera, Le Blant se centró en conmemorar la revuelta que se produjo contra la Revolución Francesa en Vendée. Esta campaña contra la autoridad revolucionaria comenzó en 1773 y terminó en 1796 con la captura y ejecución del último de sus principales líderes. Le Blant retrató a los líderes y los sucesos de La Vendée en prácticamente todas sus obras principales. La revuelta de Vendée es uno de los temas más controvertidos de la historia de Francia. A una serie de nuevos edictos del gobierno revolucionario de París se le atribuyen el desencadenamiento de la revuelta. Estos incluyeron un aumento en los impuestos, el servicio militar obligatorio y una serie de medidas anticlericales a las que se resistieron las personas profundamente religiosas de la región. Las tropas revolucionarias se dispersaron por la región y, a medida que se extendía la revuelta, el Ejército Católico de la Vendée, formado apresuradamente, logró capturar varias ciudades y ganar una serie de batallas campales. Finalmente, gracias a un número y equipo superiores, las fuerzas de la Revolución derrotaron a los rebeldes y la campaña para sofocar la revuelta se volvió notoriamente salvaje. Si bien hubo atrocidades en ambos lados, el gobierno de París quería que la rebelión fuera reprimida salvajemente para desalentar más revueltas contra su autoridad, y así fue. Las estimaciones académicas más modernas son que alrededor de una cuarta parte de la población - hombres, mujeres y niños - fueron asesinados por las tropas revolucionarias y sus simpatizantes.
La simpatía de Le Blant estaba claramente con los contrarrevolucionarios que se levantaron y lucharon contra la Revolución Francesa en nombre de la Realeza y la Iglesia Católica. Su primer gran cuadro de Salón, expuesto cuando tenía veintisiete años, fue "Mort du général d'Elbée" o "La muerte del general d'Elbée". En esta obra, Le Blant describió la ejecución del general herido. El general d'Elbée (1752-1794) había sido herido de muerte y, tras su captura, lo llevaron a ser ejecutado en su silla, su esposa y su familia corrieron la misma suerte. "La ejecución del general Charette" o "L'Exécution du Général Charette" describió el destino de otro de los líderes del ejército católico, François de Charette (1763-1796). "Henri de la Rochejacquelin" fue una gran obra que retrató a uno de los primeros líderes de la revuelta, el noble Henri de la Rochejacquelin (1772-1794). "Un Chouan" de Le Blant era una representación de un contrarrevolucionario anónimo de Vendée que llegó a ser conocido coloquialmente como Les Chouans. Esta obra llegó a simbolizar a los campesinos de la revuelta, se reprodujo ampliamente en el siglo XIX y todavía se utiliza en portadas de libros sobre la rebelión de Vendée en la actualidad.

### Salones, exposiciones y honores
En el Salón de 1878 ganó una medalla de bronce por "Mort du général d'Elbée" ("La muerte del general d'Elbée"). En 1880 recibió una medalla de plata por "Le Bataillon carré" ("La plaza del batallón"), que también recibió una medalla de oro en la Exposition Universelle (1889) (La Feria Mundial de París). Fue nombrado Caballero de la Legión de Honor por el gobierno francés en diciembre de 1885 (Chevalier de la Légion d'Honneur). Las obras de Le Blant fueron elegidas para representar a Francia en la Feria Mundial de Chicago, conocida formalmente como Exposición Mundial de Colombina, en 1893. En el catálogo oficial de la Exposición, su obra se contrasta con las obras de Paul-Louis-Narcisse Grolleron (1848-1901): Grolleron y Le Blant tienen buen gusto, a pesar de que abordan sus temas desde puntos de vista muy diferentes. El primero presenta un incidente dramático en una composición seria y meditada, sobria y bastante mejor pintada que lo acostumbrado; este último aporta un toque pícaro de sarcasmo y humor. Su 'Retour du Regiment', del heroico ejército de Sambre-et-Meuse, supondremos, muestra al batallón mugriento, andrajoso y feroz preparado para ser inspeccionado en la plaza pública y revisado ociosamente por una multitud arrogante de dandies, muscadins e incroyables, cada uno con el dernier cri de la mode y cada uno más absurdo que el anterior. Los guerreros fruncen el ceño oscuramente ante esta complaciente observación, y hay signos de un estallido en uno o dos de los bigotes más viejos ".

### Carrera de ilustración
En 1885, Julien Le Blant se embarcó en una segunda carrera como ilustrador y estuvo activo ilustrando libros hasta su muerte. El primer libro que ilustró fue sobre el ejército, escrito por Alfred de Vigny y Le Blant contribuyó con un frontispicio y seis grabados. En 1886 ilustró la novela de George Sand Mauprat  y Le Chevalier des Touches. Le Blant hizo más de sesenta dibujos para "los cuadernos del capitán Coignet", que se considera un relato clásico de las guerras napoleónicas. Cuando los editores pedían ilustraciones de las campañas de Vendée, se le encargó a Le Blant que las hiciera. Sus obras se utilizaron como base para una serie de grabados en el libro de Honoré de Balzac, Les Chouans, que fue traducido y publicado al inglés en 1889. Hizo 161 ilustraciones para el libro de Alexandre Dumas Le Chevalier de Maison Rouge, un libro de edición limitada profusamente ilustrado. Para las ilustraciones, hacía composiciones originales para el libro y luego un grabador reproducía sus obras para su publicación. Sus ilustraciones podían ser en pluma y tinta, un medio en el que era particularmente experto, en acuarela o en óleo. Luego, una vez que se completó el proyecto del libro, Le Blant tenía la costumbre de vender las ilustraciones en la casa de subastas del Hotel Drouot. Sus ilustraciones para Les Chouans se vendieron en 1891, "Enfant Perdu de Toudouze" en 1894 y "Cahiers Du Capitaine Coignet" en 1896. Fue considerado un dibujante consumado y trabajó extensamente con pluma y tinta y acuarela para los libros que ilustró. Su último proyecto de ilustración llegó en 1924; era un libro de poesía estadounidense, In the Hills, escrito por el rico mecenas y activista por la paz de Baltimore Theodore Marburg (1862-1946).

### Le Bataillon carré, el cuadro de la medalla de oro
Se dice que la obra más famosa de Le Blant es "Le Bataillon carré", una gran obra que ganó medallas en el Salón de París de 1880, donde ganó una Medalla de Plata y la Exposición Universal de París de 1889, donde fue galardonada con una de Oro. Fue comprado por la Galería Nacional de Australia en Nueva Gales del Sur y luego fue retirado, cuando las imágenes académicas y de salón se volvieron impopulares. Esta pintura representa a un grupo de contrarrevolucionarios, a los que se denominó "les blancs" ("los blancos") tendiendo una emboscada a las tropas de la Revolución Francesa, armados con guadañas y horcas. Esta escaramuza tuvo lugar cerca de la fortaleza medieval de Fougères que formaba parte del antiguo Ducado de Bretaña. En el centro de la composición, las tropas del Ejército Revolucionario se han conformado en una plaza defensiva y, en la parte inferior, otro grupo de campesinos se apresura a atacar. William Walton describió la obra en su libro sobre las pinturas de la Exposition Universelle: “Uno de los miembros más prometedores de la familia es el señor Julien Le Blant que, como Giradet, siente un gran afecto por los incidentes de la Guerra civil en La Vendée, una triste memoria. Dos de las obras más importantes que dedicó a este tema histórico aparecieron en la Exposición, y de la más famosa de las dos, le damos un fotograbado. Le Bataillon Carré apareció por primera vez en el Salón de 1880 y es una de las mejores piezas de batalla de toda la Exposición. Nada podría ser más fino en su línea que esta presentación épica del imperturbable batallón cuadrado de “los azules” haciendo frente en todas direcciones al feroz arrebato de los valientes campesinos, que murieron por los sacerdotes y el rey ”. Hoy, "Le Bataillon carré" está en la colección de la Biblioteca Harold B. Lee de la Universidad Brigham Young, en Provo, Utah, enmarcado en una enorme moldura que replica el marco original del siglo XIX.

### Vida pastoral y acuarelas
Julien Le Blant también trabajó extensamente la acuarela. Fue elegido miembro selecto de la Sociedad de Acuarelistas Franceses (Société D'Aquarellistes Francais) y exhibió su trabajo en sus salones anuales, comenzando con la exposición de 1885. También pintó temas pastorales y paisajes durante sus vacaciones, que pasó en Corrèze, cerca de Brive-la-Gaillarde. Corrèze es un departamento, en la región de Limousin, en el centro-sur de Francia.

### Representaciones de soldados de la Primera Guerra Mundial
Cuando estalló la Primera Guerra Mundial, la cual rápidamente se estancó, dando formación a las trincheras en Francia, Julien Le Blant quiso ir al frente para pintar la vida cotidiana de los soldados. Aunque en ese momento había un programa de arte de combate, debido a su edad, que entonces era de sesenta y tres años, a Le Blant no se le permitió ir al frente. En cambio, decidió dibujar y pintar a los soldados a medida que llegaban y partían de la Gare de l'Est (Estación del Este) en París. El barrio alrededor de la estación estaba lleno de soldados y Le Blant dibujó y pintó al ejército francés durante toda la guerra. También pintó a los soldados en sus cuarteles en Reuilly, Vincenne, donde esperaban la salida hacia el frente. Después de la guerra, en 1919, estas obras se reunieron en una gran exposición en la Galerie Georges Petit. Si bien las obras fueron admiradas, se dijo que el cansancio por la guerra resultó en pocas ventas y llevó al olvido la gran obra de Le Blant que representaba a los soldados de la "Gran Guerra".

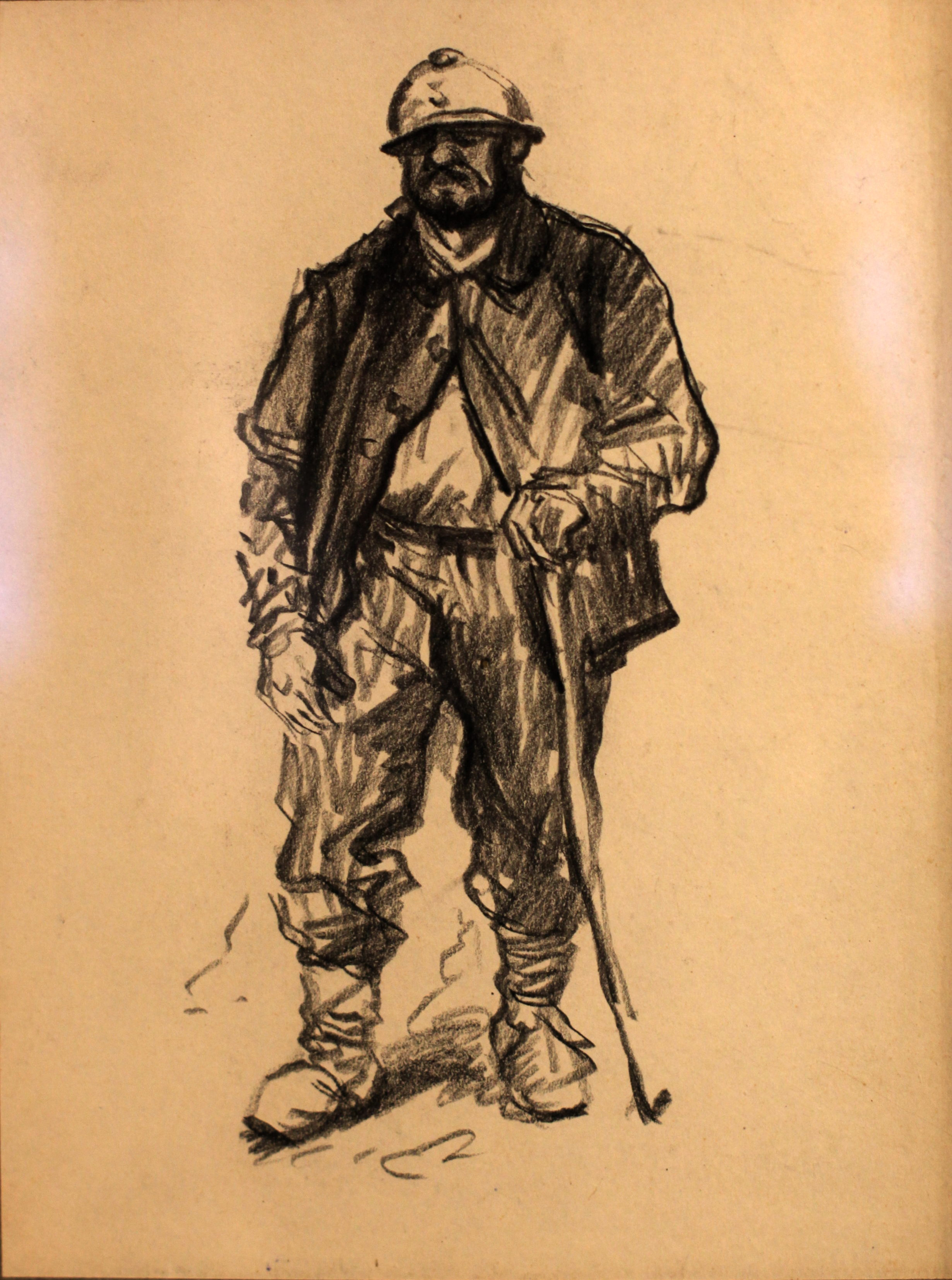
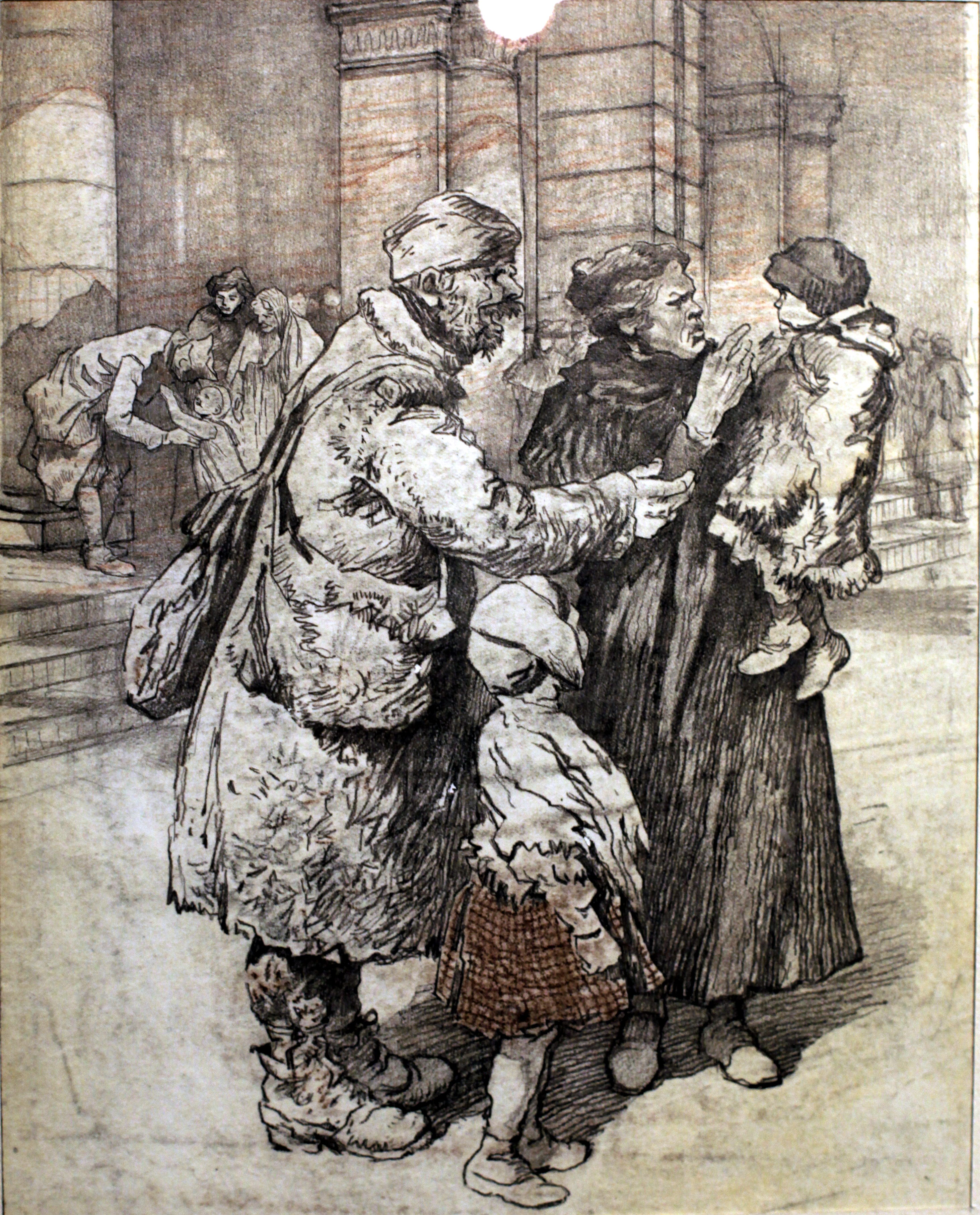
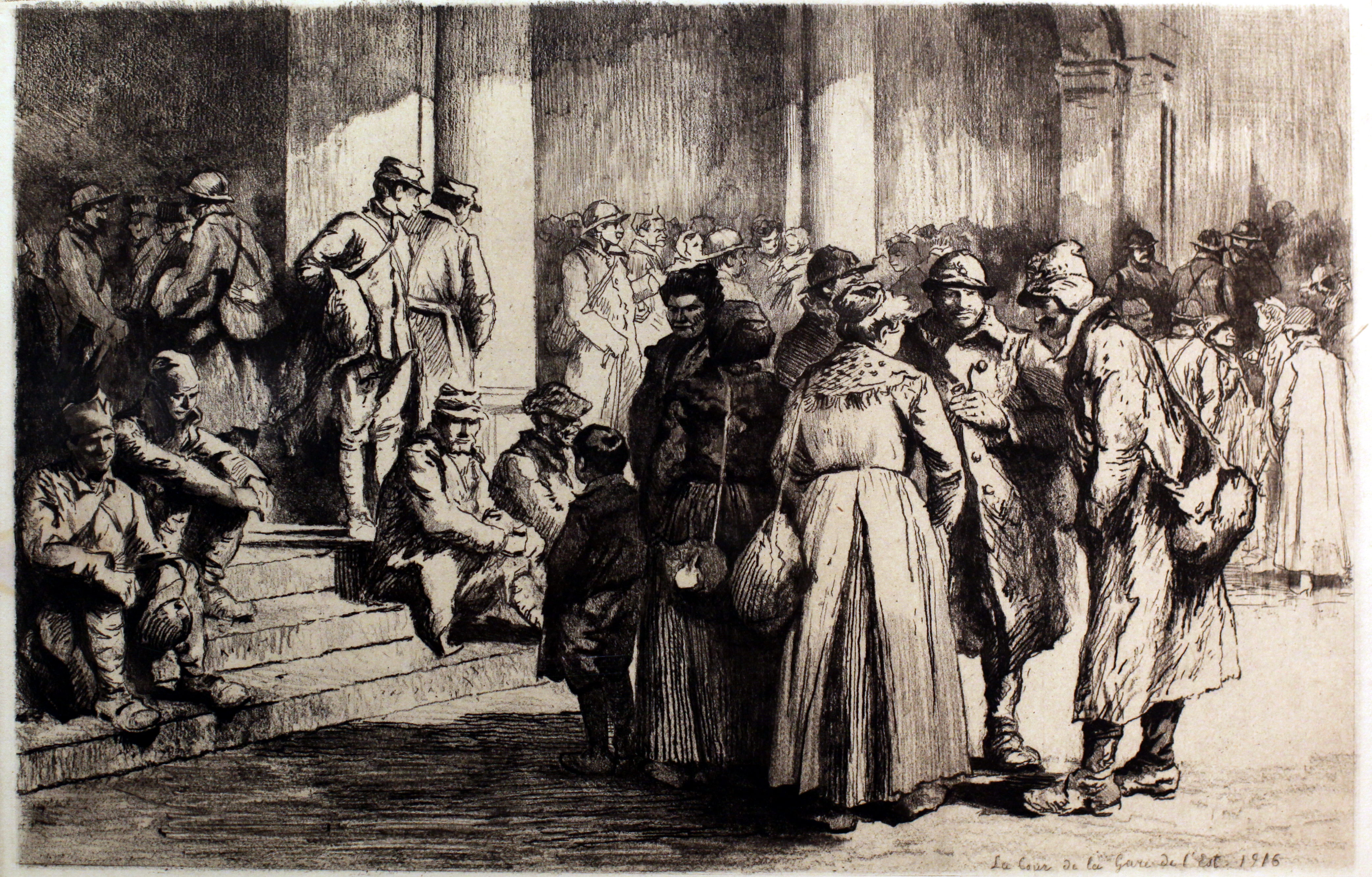
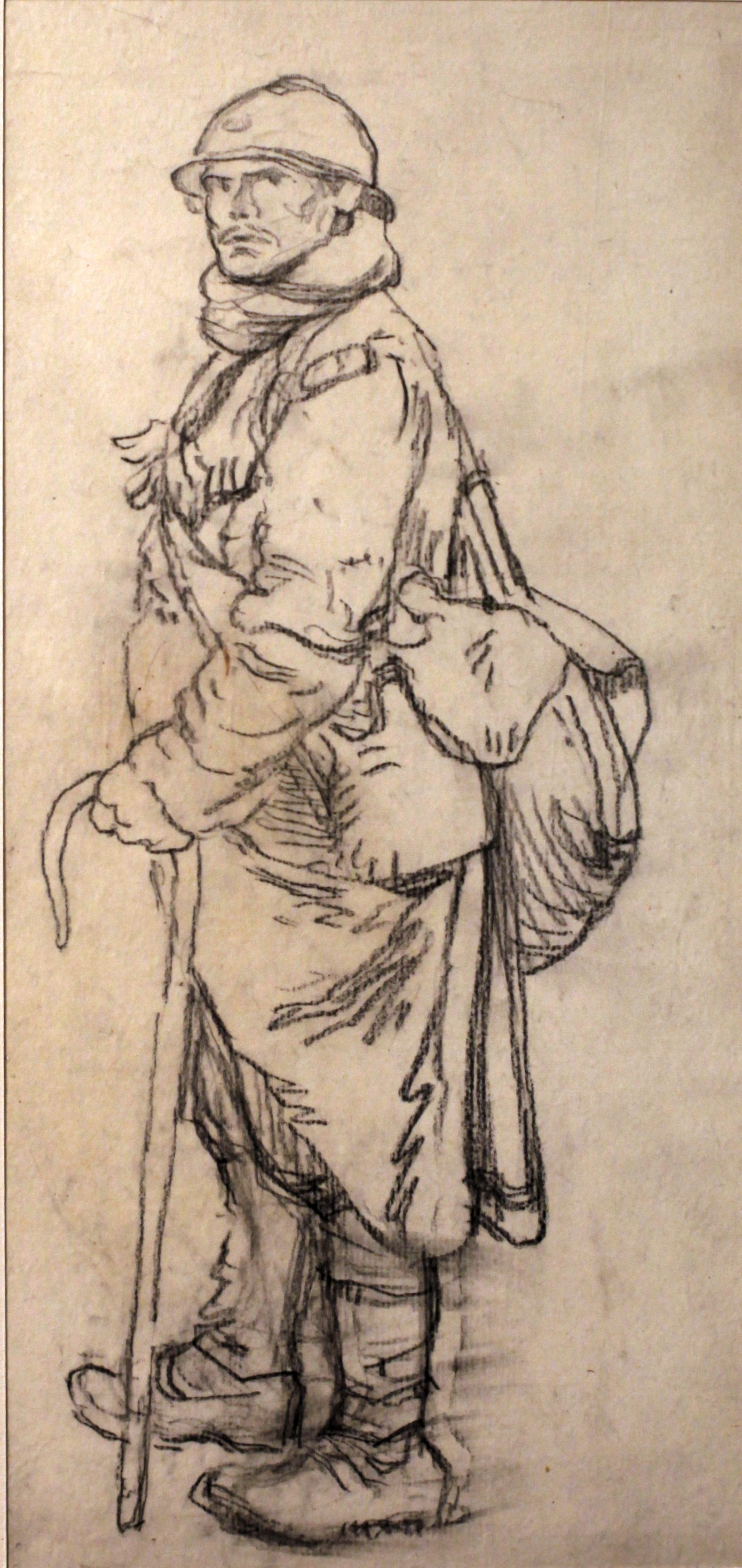

## Galería de las principales obras de Le Blant

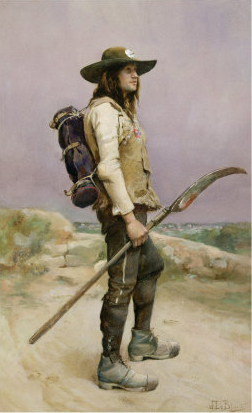
"Le Vendéen"
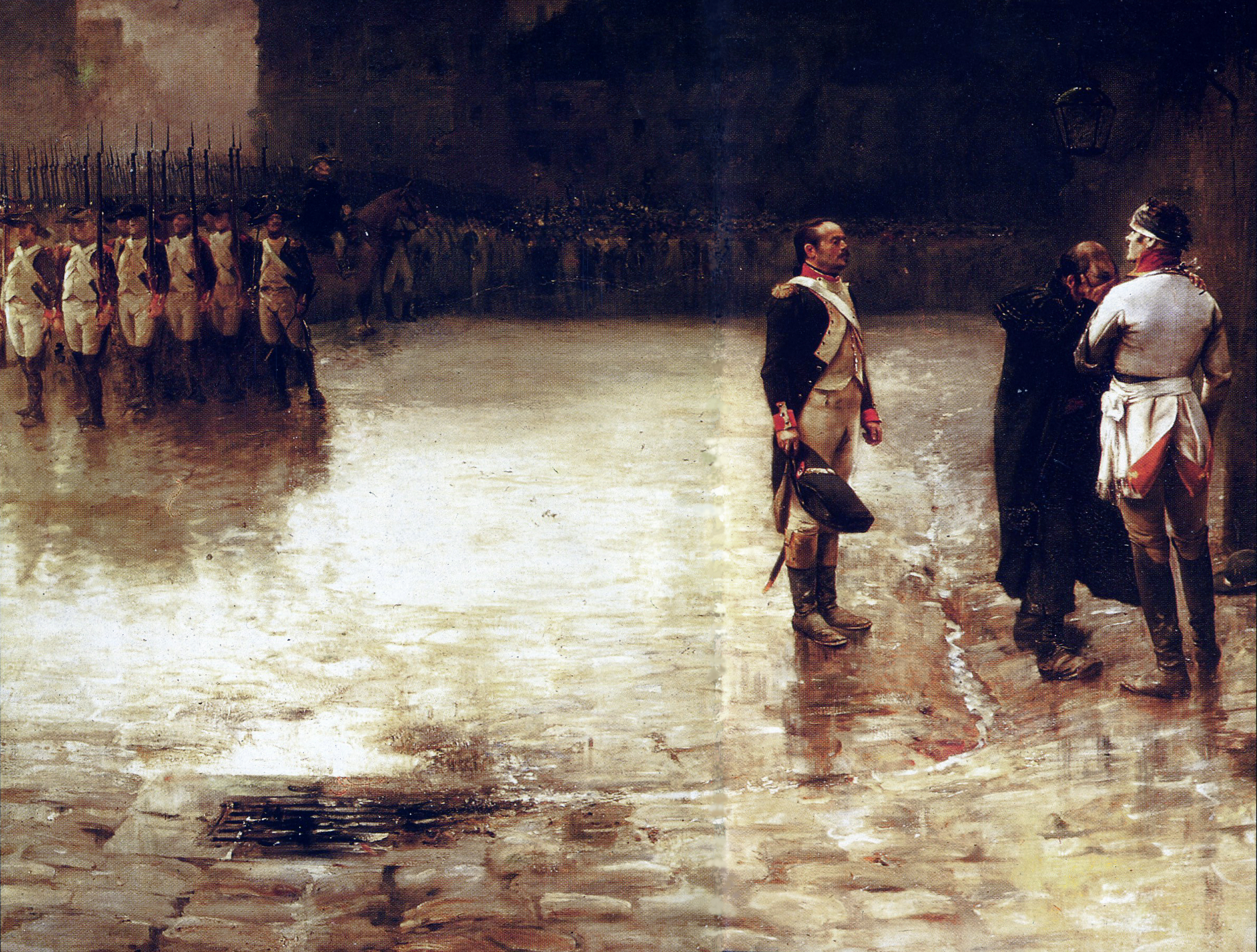
"L'Exécution du Général Charette"
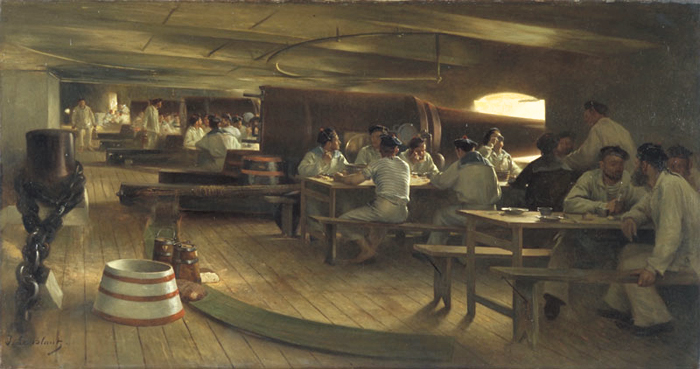
"Dîner de l'équipage"
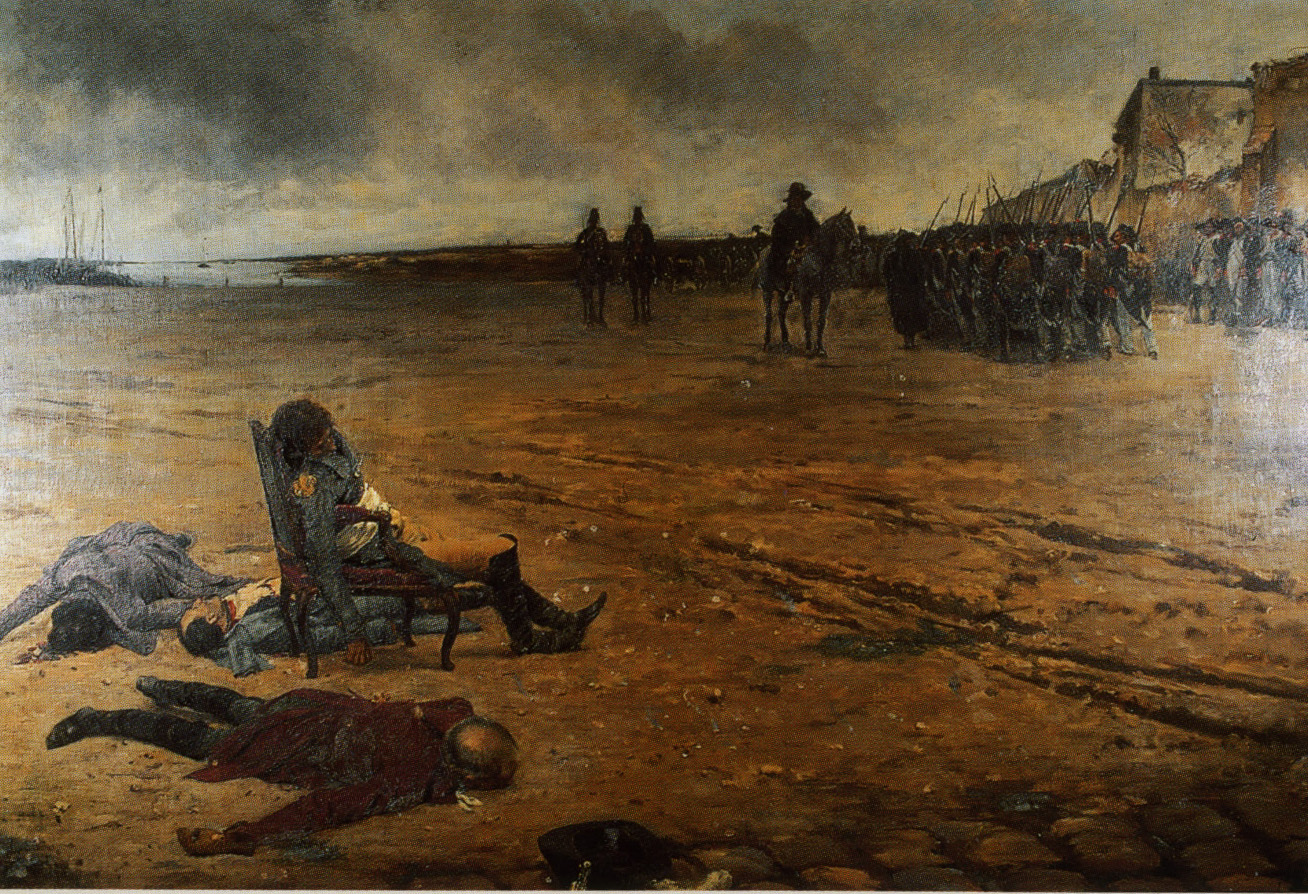
"Mort du Général D'Elbée "
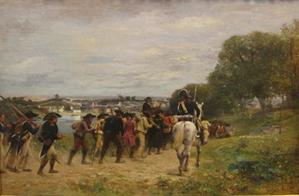
"Les Réfractaires"
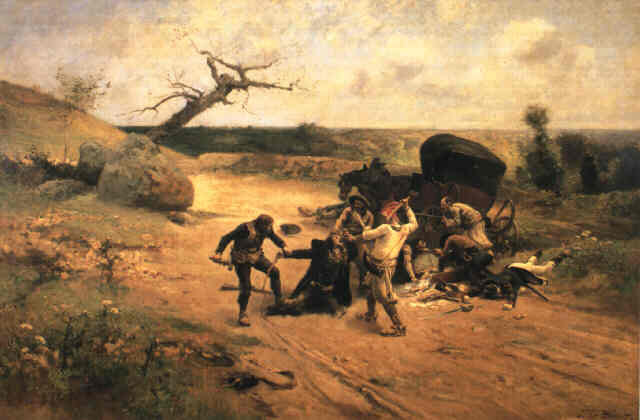
"Le Courrier des Bleus"

## Obras notables de Julien Le Blant
- "Assassinat de Lepelletier-St-Fargeau par le garde Pâris" ("Asesinato de Lepelleter Saint Fargeau") (Exhibición: Salón de 1874)
- "Bouviers romains menant leurs bêtes" (Exhibición: Société d'aquarellistes français, 1875)
- "Le Compte"
- "Les Racoleurs" (Exposición: Salón de 1876)
- "Le Récit" (Exposición: Salón de 1876)
- "Partie de Tonneau" ("Jugando el juego de Tonneau") (1877) (Reproducido: dictionnaire des contemporains 1893)
- "Officiers scrutant l'horizon" ("Oficiales mirando al horizonte") (1877)
- "Mort du Général d'Elbée" ("Muerte del general d 'Elbée") (Exposición: Salón de 1878) (Museo de Noirmoutier)
- "Pas de Braise" (Exhibición: Exposición Nancy, 1878)
- "Un Chouan" (1878–1879)
- "Henri de la Rochejacquelin" (Vendido en subasta: 1879)
- "Le Guide (breton)" ("La guía (Breton)") (1879) (Reproducido: La Chronique des Arts et de la Curiosité N ° 7 15 fév.1879)
- "Un Poste de Chouans" (Reproducido: éf: La Chronique des Arts et de la Curiosité N ° 7 15 fév.1879)
- "Le Bataillon Carré, Affaire de Fougères 1793" ("La plaza del batallón, un incidente en Fougeres, 1793") (Exhibición: Salón de 1880, Exposición Universal, 1889)
- "Le Gué (la Traversée du)" (1880)
- "La Bataille de Coulmiers" (1880) (Reproducido: La Chronique des Arts et de la Curiosité N ° 7 14 fév.1880)
- "Le Duel" (1881)
- "Un Chouan" (1881) (Esta obra tan reproducida ha aparecido en la portada de varios libros sobre la campaña de Vendée)
- "Le Courrier des Bleus" ("Mensajeros de le Blues") (1882)
- "Exécution du Général de Charrette" (Ejecución del general Charette) (1883) (Reproducido: dictionnaire des contemporains 1893)
- "Sorcier breton" (1883)
- "Le Dîner de l'Equipage" ("Cena de la tripulación") (1884)
- "Le Combat de Fère-Champenoise" (Museo de Troyes)
- "Le Signal" (1886) (Reproducido: Le Correspondent 1886)

## Colecciones públicas con obras de Le Blant
- Museo de Mulhouse, Francia (Le Retour du Regiment)
- Museo de Nantes, Francia (Le Mort du Général d'Elbe)
- Museo de Troyes, Francia (Le Combat de l'Affaire Champenoise)
- Galería Nacional de Australia, Nueva Gales del Sur (anteriormente poseía el Le Bataillon carré)
- Biblioteca Lee, Universidad Brigham Young, Provo, Utah (actualmente cuentan con el Le Bataillon carré)

## Obras ilustradas
- Dumas, Alexandre, Le chevalier de Maison-Rouge, Testard, París, 1894 ("El Caballero de la Casa Roja", una novela sobre la Vendée)
- Balzac, Honoré de, Les Chouans. París: Edition Hachette (Novela sobre Le Vendée)
- Vigny, Alfred de, Grandeur et Servitude Militaire . París: Edición Testard
- Larchey, Loredan, Les Cahiers du Capitaine Coignet . París: Edición Jouauat ("Los cuadernos de Caotian Coignet)
- D'Aurevilly, Barbey, Le Chevalier des Touches Paris: Edition Jouauat, Dessins De Julien Le Blant, Gravés Par Champollion
- Strahan, Edward, ed., Sociedad de acuarelistas franceses, Goupil et cie, 1883 (Sociedad de acuarelistas franceses)
- Marburg, Theodore, In the Hills, GP Putnam's Sons, 1924 (Libro de poemas sobre la Guerra Civil Americana y la Gran Guerra)